# لوبنا آزابال
لوبنا آزابال (انگلیسی: Lubna Azabal؛ زادهٔ ۱۵ اوت ۱۹۷۳) یک هنرپیشه اهل بلژیک است.
از فیلم‌ها یا برنامه‌های تلویزیونی که وی در آن نقش داشته‌است می‌توان به اینک بهشت، ویران‌شده، آرام، گندم و مالدورور اشاره کرد.